# Grotte de Jeita
La grotte de Jeita (arabe : مغارة جعيتا) est un ensemble de grottes karstiques interconnectées situé à Jeita (en), au Liban, à 18 kilomètres au nord de Beyrouth, dans la vallée de Nahr el-Kelb. Le complexe se compose de deux grottes.
La grotte inférieure peut être visitée en bateau (petits bateaux à propulsion électrique emportant une dizaine de personnes sur un trajet relativement court).
La partie supérieure de la grotte a été découverte en 1958 par des spéléologues libanais. Située à 60 mètres au-dessus de la grotte inférieure, elle a été percée d'un tunnel d'accès et équipée d'une série de passerelles pour permettre aux touristes de faire des visites sûres sans perturber le paysage naturel. La caverne supérieure, qui abrite la plus grande stalactite, est composée d'une série de chambres. La plus grande chambre a une hauteur maximale de 120 mètres.
La Grotte de Jeita a été choisie comme l'un des 28 finalistes pour faire partie des sept merveilles naturelles du monde - elle est la seule grotte / caverne à être sélectionnée parmi les candidats. La grotte de Jeita fut l'un des 14 finalistes du concours des sept nouvelles merveilles de la nature.

## Histoire
Les grottes de Jeita ont été habitées depuis la Préhistoire. Des anciens vestiges d'une fonderie ont été retrouvés dans une petite grotte à proximité de la rivière de Nahr el-Kelb qui donne à penser que cette grotte a été utilisée pour produire des armes durant la Préhistoire.
La découverte moderne de la rivière souterraine de Jeïta en 1836, est attribuée au révérend William Thomson (un missionnaire américain) qui s'aventura jusqu'à près de 50 mètres dans la grotte. Atteignant la rivière souterraine, il tira un coup de pistolet et l'écho lui montra qu'il avait trouvé une caverne d'une importance majeure.
En 1873, W.J. Maxwell et H.G. Huxley, les ingénieurs de l'Établissement des Eaux de Beyrouth et du Mont Liban, et leur ami le révérend Daniel Bliss, président de la Syrian Protestant College (à côté de l'Université américaine de Beyrouth A.U.B.) ont étudié ces grottes. Au cours de deux expéditions menées en 1873 et 1874, les explorateurs ont pénétré jusqu'à 1 060 mètres dans la grotte qui est la source principale du Nahr el-Kelb, qui fournit l'eau potable à Beyrouth. Ils ont été bloqués par "Hell's Rapids", des torrents qui se cassent sur les rochers d'une netteté remarquable. Le Dr Bliss, Maxwell et les autres ingénieurs ont enregistré leurs noms et l'année au cours de laquelle l'exploration a eu lieu sur le "Maxwell's Column", un grand pilier de pierre calcaire situé à quelque 625 mètres de l'entrée. Environ 200 mètres plus loin, dans ce qu'on appelle le "Pantheon", ils ont écrit leurs noms et les détails de l'expédition, sur papier, scellés dans une bouteille qu'ils ont placée au sommet d'une stalagmite. L'eau de chaux a, dès lors, déposé sur la bouteille une fine pellicule blanche, de façon à la fixer à la pierre.
Entre 1892 et 1940 d'autres expéditions, ont été effectuées par des explorateurs anglais, américains et français. Elles les ont amenés à un développement de 1 750 mètres.
Depuis les années quarante, les explorateurs libanais, notamment les membres du Spéléo Club du Liban, fondé en 1951 par le premier spéléologue libanais Lionel Ghorra, ont poussé encore plus profondément dans la grotte de Jeita. Leurs expéditions ont révélé un grand système souterrain dont on sait maintenant qu'il a une longueur totale de près de 9 km.
En 1956, les cavernes inférieures ont été ouvertes aux visites du public, quant à l'exploration, elle était toujours en cours principalement par le Spéléo Club libanais qui a conduit à la découverte de la branche supérieure sèche de la grotte, dénommée ci-après «les galeries supérieures».
En 1962, le Spéléo Club a contribué à une étude des galeries supérieures qui vise à bâtir un tunnel creusé pour le développement touristique; ce tunnel a été commencé en 1968.
En 1969, un concert de musique électronique du compositeur français François Bayle a eu lieu dans la grotte afin de célébrer l'ouverture de la galerie supérieure. Cet événement a été organisé par le sculpteur et artiste libanais Ghassan Klink. D'autres manifestations culturelles ont eu lieu dans cet environnement inhabituel, y compris un concert donné par le compositeur allemand Karlheinz Stockhausen en novembre 1969.
Les cavernes ont été fermées au public en raison de la guerre civile libanaise en 1978, les deux tunnels menant à la partie inférieure et supérieure de galeries ont été utilisés pour stocker des munitions, l'extérieur des bâtiments été utilisé à des fins militaires. Les grottes ont été rouvertes en 1995.

## Description
La grotte de Jeita est située au centre du flanc ouest du mont Liban, et son accès naturel est à environ 100 mètres au-dessus du niveau de la mer. Elle est située à 5 km à l'est de la côte méditerranéenne et à 18 kilomètres au nord de Beyrouth. Il s'agit de grottes karstiques formées pendant des millions d'années par la dissolution du calcaire. Le calcaire est dissous par l'acide carbonique présent dans l'eau de pluie et les eaux souterraines; lorsque le calcaire est fissuré par les forces tectoniques, l'eau déborde dans le rocher et commence à élargir les fissures et les grottes de soluté dans les couches. Jeïta est la plus longue grotte complexe au Moyen-Orient, elle se situe à 73 mètres au-dessus du niveau de la mer et a un dénivelé positif de 140 mètres pour 9 050 mètres de développement. Géologiquement, les grottes fournissent un tunnel d'évacuation de la rivière souterraine, qui est la source principale du fleuve Nahr el-Kalb.
La grotte de Jeita est la plus longue grotte explorée au Liban. Après de nombreuses années d'exploration, les spéléologues ont pénétré à 6 910 mètres du point d'entrée de la grotte inférieure à l'extrémité de la rivière souterraine et sur 2 130 mètres de la partie supérieure des galeries.

### La Grotte Supérieure

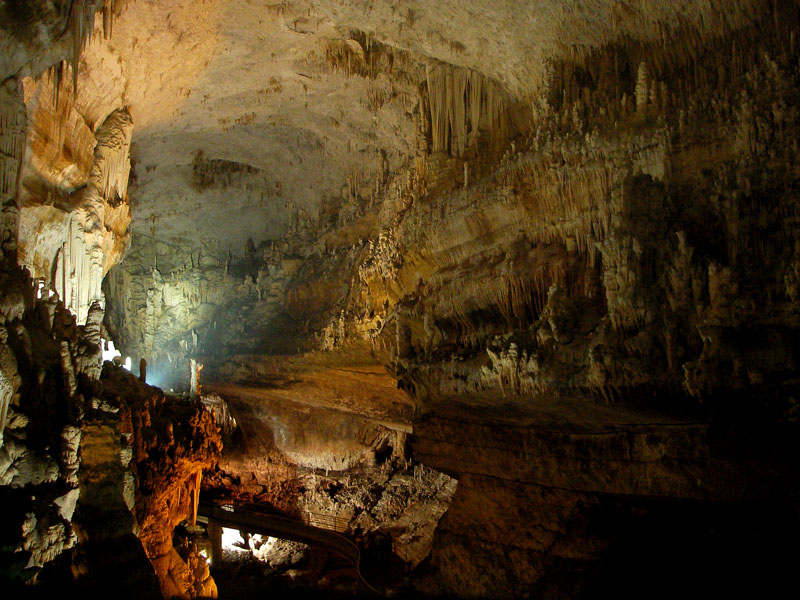
La Grotte supérieure

La partie supérieure de la grotte de Jeita a une longueur totale de 2 130 mètres, dont seulement 750 mètres sont accessibles aux visiteurs par une passerelle spécialement conçue. L'accès au reste de la grotte a été limité pour éviter les dommages écologiques dus au grand nombre de touristes. La caverne supérieure contient une grande concentration d'une variété de formations telles que des stalactites, stalagmites, parfois en forme de colonnes ou de champignons, mais aussi des étangs, des rideaux et des draperies. La galerie supérieure est célèbre pour ses formations mises en valeur par un système d'éclairage très bien étudié. On y entre par un tunnel en béton de 117 mètres de long, directement ouvert sur l'extérieur, ce qui fait que la température est relativement élevée à l'intérieur de la grotte. La partie accessible par les visiteurs est formée de trois grandes salles. La première est appelée Chambre Blanche, la deuxième Chambre rouge, à cause de la couleur des formations. Les stalactites blancs sont de calcite pure, sans souillure, la couleur rouge étant donnée par l'oxyde de fer (rouille) présent en petites quantités. Au Liban, l'oxyde de fer a une couleur rouge brun au lieu de la couleur beige qui est commune dans les pays plus nordiques. La raison en est une autre réaction chimique provoquée par la haute température qui produit un type différent d'oxyde de fer. La Chambre Blanche est de taille moyenne, mais les formations les plus impressionnantes de la grotte s'y trouvent. La Chambre rouge a 106 mètres de hauteur et de 30 à 50 mètres de largeur. La troisième chambre est la plus grande des trois et a une hauteur de plus de 120 mètres. La plus longue stalactite dans le monde se trouve dans la Chambre Blanche de la grotte de Jeita, elle mesure 8,2 mètres de long.

### La Grotte Inférieure
La galerie inférieure qui a une longueur totale de 6 200 mètres est située à 60 mètres au-dessous de la galerie supérieure. Elle est traversée par une rivière qui forme un lac près de l'entrée (le "lac Noir"). La rivière est ensuite parcourue par plusieurs petites cataractes et des rapides. La partie inférieure de la grotte (la caverne de Thompson), est un immense hall concrétionné. D'autres salles de la galerie inférieure comprennent le Panthéon, le Grand Chaos et Shangri-la. Les visiteurs sont transportés dans la galerie inférieure par des bateaux électriques sur une distance de 500 mètres. En hiver, le niveau inférieur est fermé, parce que le niveau d'eau est trop élevé.

## Personnalités
- Sami Karkabi (°1931-†2017), cofondateur du Spéléo-club du Liban, explorateur et protecteur des grottes de Jeita[5]

## Dans la fiction
Les grottes de Jeita, plus particulièrement la Grotte supérieure, sont un élément circonstanciel important dans le Prologue du roman Paradis perdus, d’Éric-Emmanuel Schmitt. Le héros, Noam, se réveille en effet à notre époque, apparemment, dans une anfractuosité de la Grotte supérieure, après une « hibernation » de plusieurs dizaines d’années qui lui permettra de commencer à dérouler l’histoire actuelle du narrateur, âgé de huit mille ans, puis d’énoncer les événement successifs constituant la trame du premier tome (se déroulant sur les bords de la mer Noire, durant le Néolithique, avant qu’elle ne soit submergée par les eaux salées provenant de la Méditerranée.